# Viaducto Piedad
Viaducto Piedad es una colonia de clase media y media-alta del centro de Ciudad de México y una de las 37 colonias que conforman Iztacalco. Localizada al sur del Centro Histórico, sus límites territoriales son al norte con Viaducto Río de la Piedad, al poniente con Calzada de Tlalpan, al sur con Calzada Santa Anita y Coruña y al oriente con Sur 77 y el Eje 2 Oriente Calzada de la Viga. Las colonias circundantes son al norte con Algarín y Asturias, pertenecientes a Cuauhtémoc; al nororiente con Jamaica, correspondiente a Venustiano Carranza, al poniente y sur con Álamos y Moderna respectivamente, ambas ubicadas en Benito Juárez y al oriente con Santa Anita y Nueva Santa Anita.

## Origen e historia
Alrededor de 1955 la colonia era todavía muy pequeña, y estaba rodeada de plantíos que permitían una visibilidad de uno a dos kilómetros a nivel del piso. Podía todavía degustarse leche fresca venida de los numerosos establos vacunos en los alrededores y se apreciaban las vías del tren que corría a un costado del Río de la Piedad, por lo que su auge y crecimiento es verdaderamente reciente. Este crecimiento llegado de otros puntos céntricos de la ciudad quedó de manifiesto entre la década de los 70 y 80 cuando el Viaducto Río de la Piedad es modificado, creciendo de dos carriles a tres carriles en ambos sentidos.
La colonia fue considerada por muchos años como el corazón comercial de Iztacalco por la cantidad de establecimientos que se encontraban ahí, pero tiempo después y probablemente tras el sismo de 1985 fue desplazada por la colonia Agrícola Oriental ya que quedó muy afectada dada su ubicación central en la capital mexicana. En los años ochenta tuvo un enorme auge económico, debido primero, al advenimiento de una enorme cantidad de vendedores ambulantes que inundaron prácticamente su principal avenida, Coruña, que la atraviesa de poniente a oriente desde la Calzada de Tlalpan hasta la Calzada de la Viga. 
A principios de los años noventa, luego de muchos esfuerzos infructuosos de los vecinos por erradicarlos, fueron desalojados una madrugada por medio de la fuerza pública, con el Escuadrón de Granaderos. Aunado a este crecimiento, la calle de Albino García se vio invadida por comerciantes en telas y ropa de todo tipo, compra, venta y maquila. A raíz del desalojo de los comerciantes ambulantes, el crecimiento de comercios establecidos  se desplomó; actualmente desde Calzada de Tlalpan hasta la calle de Marcos Carrillo, avenida Coruña en su lado sur, ha sido invadida por el comercio ambulante y a pesar de que aún sigue teniendo presencia el comercio establecido, ya no tiene el auge del que gozaba a finales de los años 80 y principios de los 90.

## Infraestructura vial y urbana

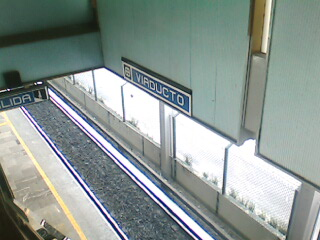
Estación Viaducto de la Línea 2 del Metro, vista desde el interior del andén.

Viaducto Piedad está atravesada por importantes vías primarias como lo es Calzada de Tlalpan, vialidad que pasa por el centro y sur de la ciudad hasta la carretera México-Cuernavaca. En ella se encuentra la estación Viaducto de la Línea 2 del Metro de la Ciudad de México, misma que comparte con la colonia Álamos. Al norte está el Viaducto Río de la Piedad misma que de ahí toma su nombre. Esta vialidad atraviesa la capital mexicana de poniente, centro y oriente siendo esta última un acceso para la carretera México-Puebla en su incorporación a la Calzada Ignacio Zaragoza.
Al centro de la colonia se encuentra el Eje 1 Oriente Av. Andrés Molina Enríquez, ruta rápida que atraviesa varias colonias de Iztacalco como Militar Marte o Reforma Iztaccíhuatl hasta su proximidad con Canal de Miramontes, perteneciente a Coyoacán y Tlalpan y finalmente, al oriente está Eje 2 Oriente Calzada de la Viga, ruta que va de centro, oriente y sur y que sirve para comunicar distintas rutas de transporte público.
En el año 2006, el gobierno delegacional rehabilitó un predio ubicado entre Calzada Santa Anita y Antonio Maura con la finalidad de poner orden el comercio ambulante que comenzó a imperar en la zona, sin embargo hasta la fecha dicha plaza solo está ocupada en un 30%. La plaza fue inaugurada por Andrés Manuel López Obrador, entonces jefe de Gobierno del Distrito Federal.

## Nomenclatura
Algunas calles y avenidas de la colonia Viaducto Piedad llevan por nombre de personajes históricos de la política y religión de México, así como escritores y poetas destacados como Albino García, guerrillero de la Independencia de México, Niceto de Zamacois, escritor y novelista español nacionalizado mexicano, Juan José de Eguiara y Eguren, catedrático novohispano, José Mariano Beristáin y Souza, sacerdote y poeta y Carlos Pereyra, abogado y político mexicano, por mencionar algunos. Esta denominación también la comparte con su colonia vecina Asturias y en menor medida, Moderna.

## Población
Hay un estimado de más de 9 mil habitantes en la colonia con una edad promedio de 37 años y escolaridad mínima secundaria y media superior. La población residente es de más de 9 mil y la flotante abarca de más de 10 mil que diariamente visitan o laboran en la colonia, alcanzando un pico máximo de 20 mil personas que conviven a diario.
Sus habitantes son de ingresos medios a medios altos por consecuencia de la calidad de vida de la colonia por la cantidad de establecimientos y colegios privados, aunque también se pueden encontrar personas en situación de calle y drogadicción provenientes de colonias circunvecinas.
Es también la colonia de la capital mexicana con mayor presencia de personas de origen chino, superando incluso al propio barrio Chino ubicado cerca del Palacio de Bellas Artes. Esta población mayoritariamente está asentada sobre avenida Coruña y su eje económico es enfocado al giro mercantil tales como restaurantes, salones de belleza y estilismo y productos de exportación, aunque de igual forma se les puede encontrar en distintos establecimientos locales conviviendo con los residentes fijos. Datos estadísticos apuntan a que la mayoría de estas personas originarias de esta región de Asia oriental no hablan español y se les puede ver o incluso escuchar practicando su idioma y costumbres religiosas.

## Problemas sociales
En su momento fue una de las colonias más exclusivas de la ciudad debido a que se encuentra en un punto estratégico en la capital mexicana, pero en la década de los 80 hubo una explosión económica dado que la calle de Albino García se convirtió en un centro importante de elaboración y distribución de ropa de la ciudad. Eso generó un crecimiento de comercio informal sobre Coruña, desde la estación del Metro Viaducto y hasta la calle Juan José de Eguiara y Eguren. Luego de varios años de resistencia pacífica por parte de los residentes, una mañana con ayuda de los granaderos se desalojó a todos los comerciantes ambulantes. Este movimiento ocasionó el declive económico de toda la zona y a su vez, Albino García se convirtió en un pueblo fantasma y el auge anterior desapareció.
En 1997, Ernesto Zedillo, presidente de México de 1994 a 2000 y a instancias de la comunidad española encontrada en la colonia, aportaron ayuda económica para crear el albergue Coruña, que durante los anteriores 50 años había sido de grupos vulnerables internos, inclusive un sector de tratamientos psiquiátricos se modificó para manejarlo como albergue de pernocta. Desde entonces, la población de usuarios ha sido muy variada. 
En el gobierno de Marcelo Ebrard Casaubón, jefe de Gobierno del Distrito Federal de 2006 a 2012 se desalojaron a los ambulantes de otras zonas del centro capitalino y se usaron los albergues de Tepito para darles a éstos locales comerciales e incluso, algunos migraron al albergue Coruña con lo cual se originó un cambio radical de la zona convirtiéndola en zona de indigentes, no sólo en las inmediaciones del albergue sino en todos los alrededores de Viaducto Piedad. Desde ese año, los residentes han recurrido a distintas instancias gubernamentales para mudar este albergue a un lugar más adecuado pero todo ha sido en vano. El albergue es el centro de recepción de todos los insumos que la Ciudad de México compra a sus proveedores para abastecer a todos sus centros de atención a sectores vulnerables. Este movimiento de insumos es impresionante.

## En la cultura popular
En 1987 el álbum debut de la cantante de rock mexicana Cecilia Toussaint, Arpía, tiene como sencillo el tema denominado Viaducto Piedad, misma que fue compuesta durante el sismo de 1985 y hace referencia a la compleja situación en que quedaron sus habitantes tras el trágico desenlace. El tema forma parte de la lista de las mejores 100 canciones del rock mexicano.

## Residentes célebres
Algunas de las figuras públicas mencionadas aquí fueron originarios o bien, vivieron en la zona. A continuación se mencionan algunos:
- Carmen Aristegui (1964): periodista
- Arturo Peniche (1962): actor y cantante
- Juan de Dios Castillo (1951): exfutbolista y entrenador
- Ignacio Beristáin: Entrenador de boxeo

## Geografía física

### Límites
| Noroeste: Algarín Cuauhtémoc   | Norte: Asturias Cuauhtémoc | Nordeste: Jamaica Venustiano Carranza |
| Oeste: Álamos Benito Juárez    |                            | Este: Santa Anita Iztacalco           |
| Suroeste: Álamos Benito Juárez | Sur: Moderna Benito Juárez | Sureste: Nueva Santa Anita Iztacalco  |